# Cơ gối cổ
Cơ gối cổ (tiếng Anh: splenius cervicis, tiếng Pháp: Le splénius du cou) là cơ nằm ở vùng gáy. Nó có nguyên ủy từ mỏm gai đốt sống ngực T3 đến T6 và bám tận tại mỏm ngang đốt sống cổ C1 đến C3.
Về từ nguyên, tên của cơ có nguồn gốc từ tiếng Hy Lạp: σπληνίον, splenion (nghĩa là băng bó) và tiếng Latin: cervix (nghĩa là cổ).
Động tác của cơ gối cổ là duỗi cổ (khi co hai bên), nghiêng sang bên (gập) và xoay mặt về cùng phía (khi co một bên).

## Ảnh

Vị trí của cơ gối cổ (màu đỏ)
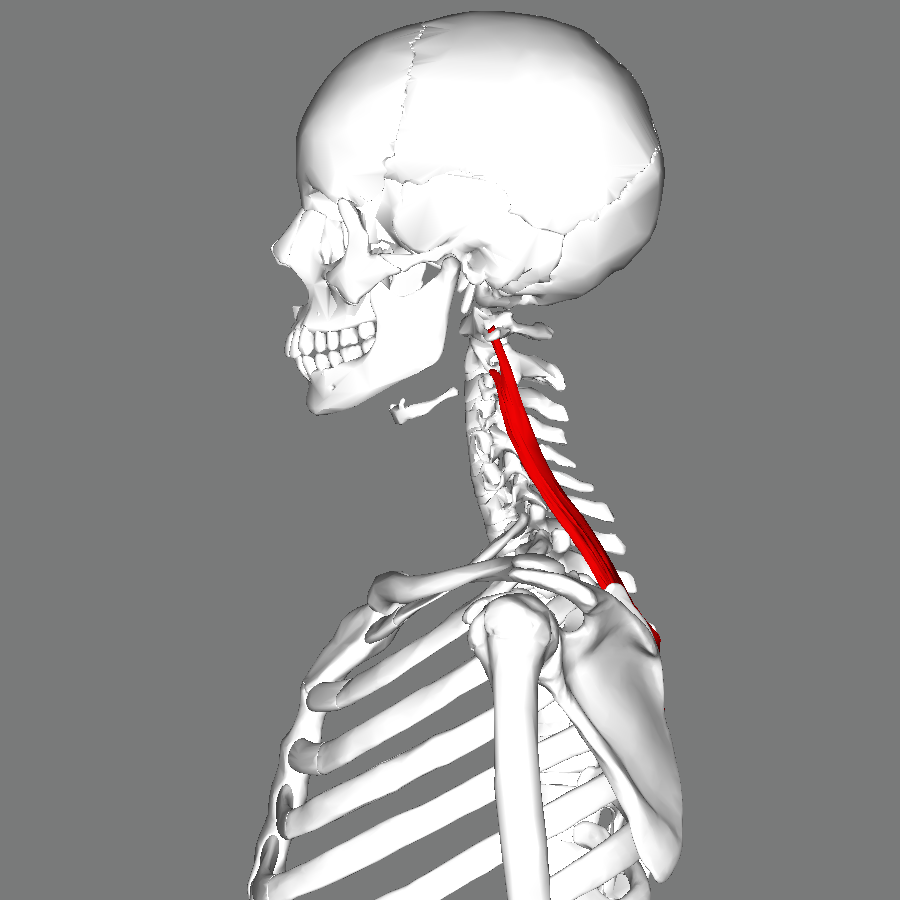
Nhìn bên.
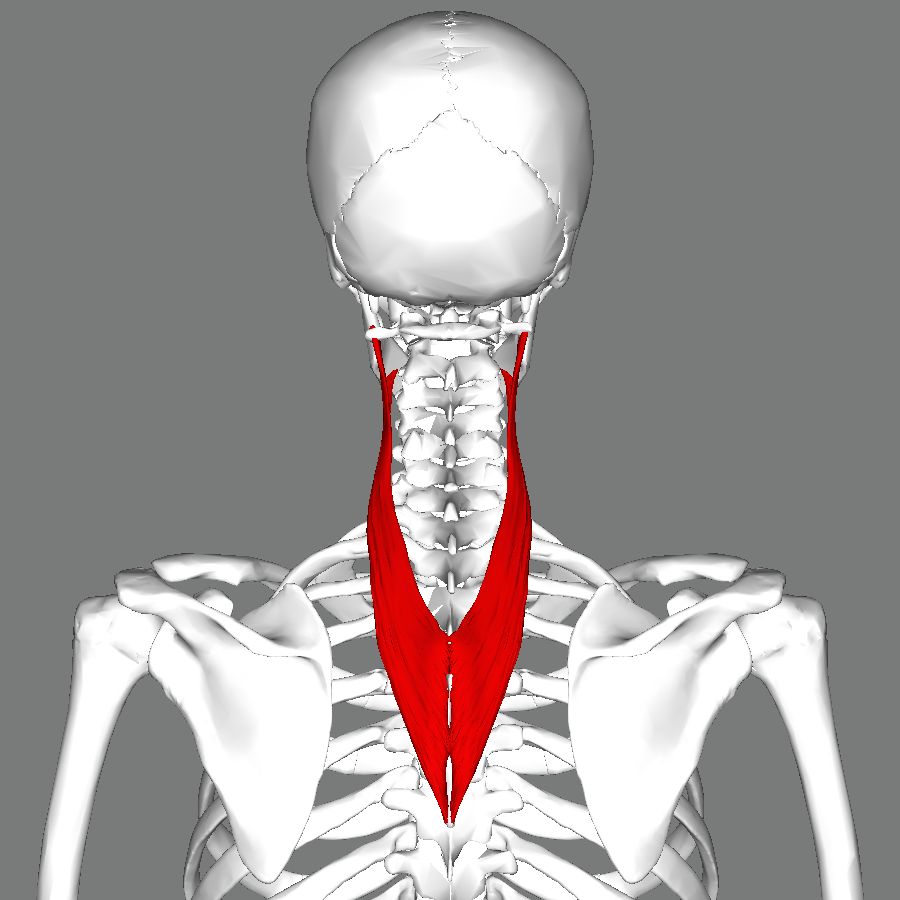
Nhìn sau..
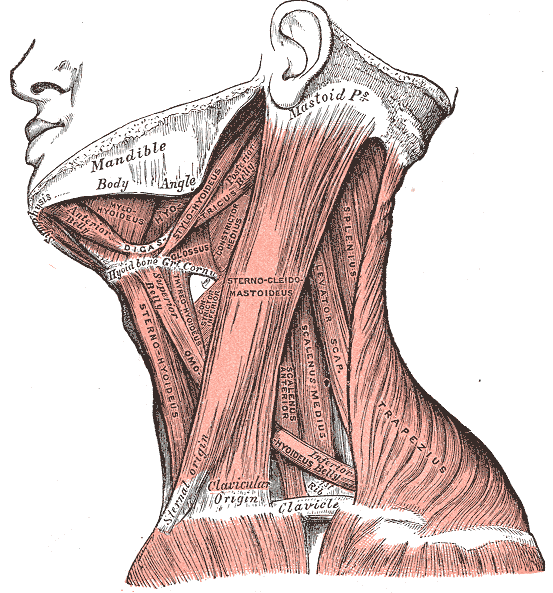
Cơ vùng cổ. Nhìn bên.
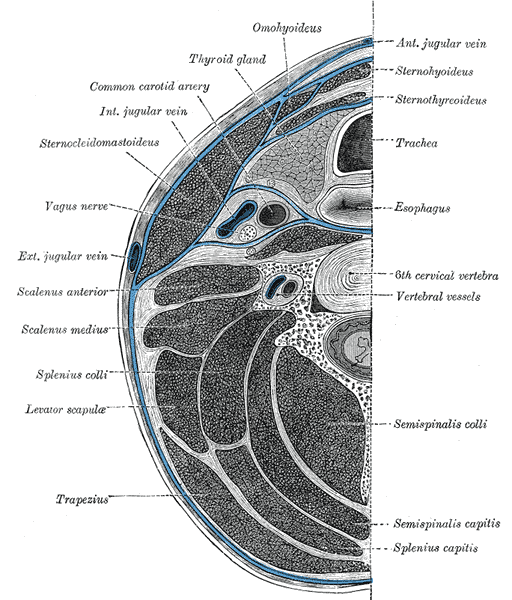
Thiết đồ ngang mức đốt sống cổ VI (C6).